# Oreoneta
Oreoneta és un gènere d'aranyes araneomorfes de la subfamília Erigoninae, dins de la família Linyphiidae. Es pot trobar a la zona holàrtica.
Fou descrit per primera vegada per C. Chyzer i Władysław Kulczyński l'any 1894.

## Llista d'espècies
Segons The World Spider Catalog 12.0:.
- Oreoneta alpina (Eskov, 1987) – Rússia
- Oreoneta arctica (Holm, 1960) – Rússia, USA (Alaska)
- Oreoneta banffkluane Saaristo & Marusik, 2004 – Canadà
- Oreoneta beringiana Saaristo & Marusik, 2004 – Rússia (Kurile Is.), USA (Alaska), Canadà
- Oreoneta brunnea (Emerton, 1882) – USA, Canadà
- Oreoneta eskimopoint Saaristo & Marusik, 2004 – USA, Canadà, Groenlàndia
- Oreoneta eskovi Saaristo & Marusik, 2004 – Rússia, Kazakhstan
- Oreoneta fennica Saaristo & Marusik, 2004 – Finlàndia
- Oreoneta fortyukon Saaristo & Marusik, 2004 – USA (Alaska), Canadà
- Oreoneta frigida (Thorell, 1872) (Espècie tipus) – Groenlàndia,  Noruega
- Oreoneta garrina (Chamberlin, 1949) – USA, Canadà
- Oreoneta herschel Saaristo & Marusik, 2004 – Canadà
- Oreoneta intercepta (O. Pickard-Cambridge, 1873) – Rússia
- Oreoneta kurile Saaristo & Marusik, 2004 – Rússia (Kurile Is.)
- Oreoneta leviceps (L. Koch, 1879) – Rússia (Europa, Sibèria), USA (Alaska), Canadà
- Oreoneta logunovi Saaristo & Marusik, 2004 – Rússia
- Oreoneta magaputo Saaristo & Marusik, 2004 – Rússia, Canadà
- Oreoneta mineevi Saaristo & Marusik, 2004 – Rússia
- Oreoneta mongolica (Wunderlich, 1995) – Mongòlia
- Oreoneta montigena (L. Koch, 1872) – Alemanya, Suïssa, Itàlia, Eslovàquia, Bulgària
- Oreoneta punctata (Tullgren, 1955) – Suècia, Finlàndia, Rússia
- Oreoneta repeater Saaristo & Marusik, 2004 – Canadà
- Oreoneta sepe Saaristo & Marusik, 2004 – Canadà
- Oreoneta sinuosa (Tullgren, 1955) – Noruega, Suècia, Finlàndia, Rússia
- Oreoneta tatrica (Kulczyński, 1915) – Central Europe
- Oreoneta tienshangensis Saaristo & Marusik, 2004 – Kazakhstan, Xina
- Oreoneta tuva Saaristo & Marusik, 2004 – Rússia
- Oreoneta uralensis Saaristo & Marusik, 2004 – Rússia (Sibèria)
- Oreoneta vogelae Saaristo & Marusik, 2004 – USA
- Oreoneta wyomingia Saaristo & Marusik, 2004 – USA, Canadà